# Veleposlaništvo Republike Slovenije pri Svetem sedežu
Veleposlaništvo Republike Slovenije pri Svetem sedežu je diplomatsko-konzularno predstavništvo (veleposlaništvo) Republike Slovenije s sedežem v Rimu (Italija).
Trenutni veleposlanik je Franc But.

## Veleposlaniki
- Štefan Falež (1991–1997)
- Karl Bonutti (1998–2002)
- Ludvik Toplak (2002–2006)
- Ivan Rebernik (2006–2010)
- Maja Marija Lovrenčič Svetek (2010–2015)
- Tomaž Kunstelj (2015–2019)
- Jakob Štunf (2019–2023)
- Franc But (2023–danes)